# 北杜市立高根西小学校

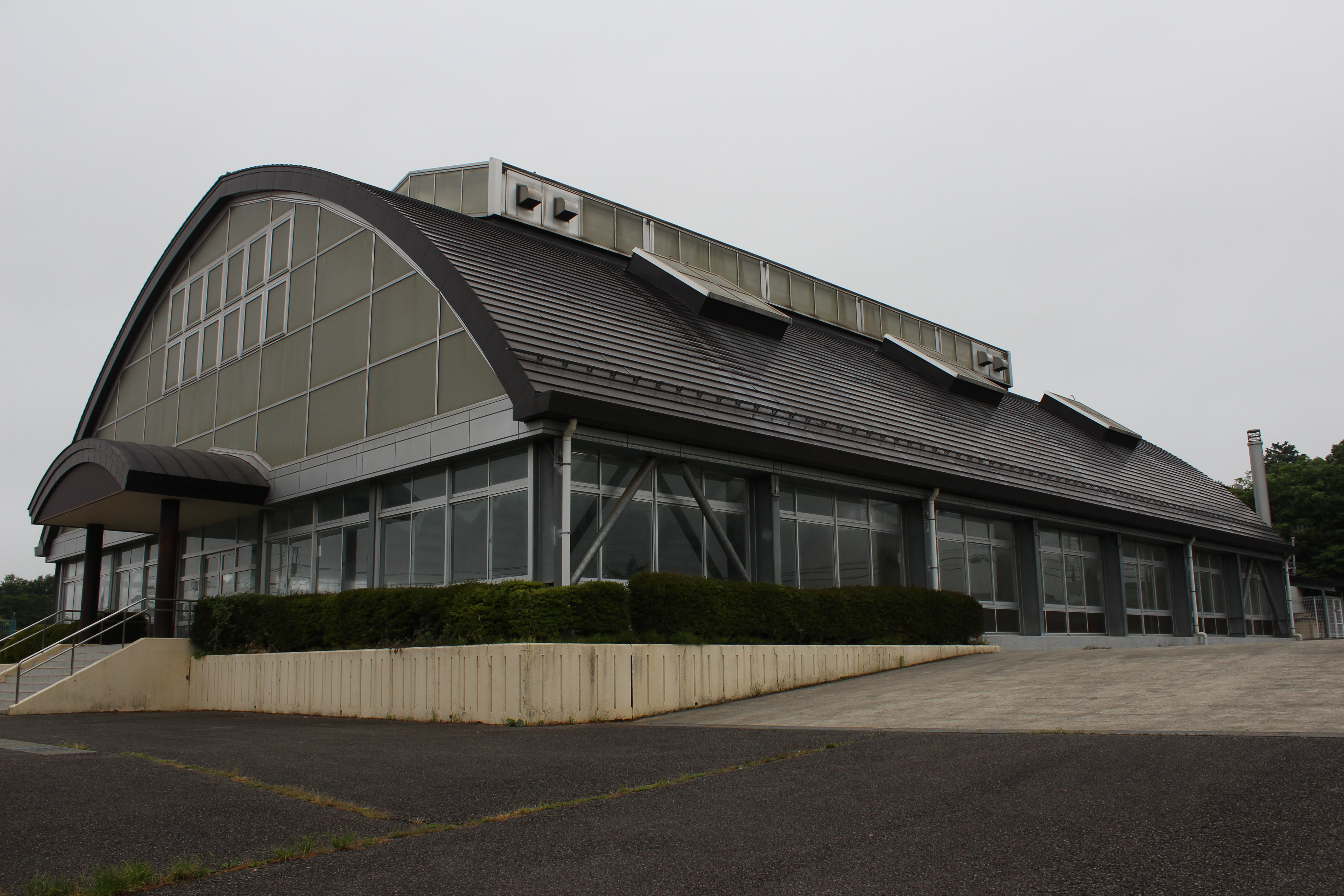
上屋付屋外プール

北杜市立高根西小学校（ほくとしりつ たかねにししょうがっこう）とは、山梨県北杜市高根町村山西割にある公立小学校。

## 概要
1873年8月に植松吉麿が自宅を仮校舎として、村山西学校として教育を開始した。

## 沿革

### 年表
学校概要・沿革より
- 1873年8月 -  植松吉麿氏宅を仮校舎にあて、村山西学校と称し教育を開始[2]
- 1876年4月 - 校舎新築（間口7間、奥行14間、2階建て）
- 1878年10月 - 県令・藤村紫朗臨席のもと開校式を挙行、校名が廣陽学校となる
- 1887年3月 - 小学校令施行、村山西尋常小学校と改称する
- 1901年4月30日 - 高等科を併置し、村山西尋常高等小学校と改称。この日を学校創立記念日と定められる。
- 1941年4月1日 - 国民学校令により村山西国民学校と改称
- 1947年4月1日 - 新学制により村山西小学校と改称、中学校を併置
- 1954年6月1日 - 町村合併により高根村立高根西小学校と改称
- 1960年
  - 3月10日 - 校旗樹立式
  - 10月9日 - 高根西小学校校歌制定（作詞：小池藤五郎、作曲：南弘明）
- 1962年10月1日 - 町制施行により高根町立高根西小学校と改称
- 1963年4月30日 - 創立90周年記念式挙行
- 1973年4月30日 - 創立100周年記念式挙行（体育施設の充実をはかる）
- 1980年7月31日 - 新校舎起工式
- 1981年5月11日 - 鉄筋2階建新校舎竣工
- 1993年8月 - 体育館竣工
- 1999年
  - 2月 - 校庭整備事業完成
  - 4月 - 上屋付屋外プール竣工式、知的障害児学級新設
- 2002年3月 - パソコンルーム竣工
- 2003年4月 - 情緒障害児学級新設
- 2004年
  - 4月 - 県教委より平成16・17年度「レッツ・チャレンジ小学生英語活動推進校」の指定を受ける
  - 11月 - 町村合併により北杜市立高根西小学校に改称される
- 2007年4月 - 県教委より平成19・20年度「わくわくイングリッシュ小学校サポート事業」の指定を受ける
- 2008年6月 - 文科省・県教委指定「わくわくイングリッシュ小学校サポート事業」公開研究発表会実施

## 通学区域
- 高根町熱見北区、熱見南区、五町田東区、五町田西区、上黒沢区、下黒沢区[3]

## 進学先中学校
- 北杜市立高根中学校